# À l'intérieur (X-Files)
Pour les articles homonymes, voir À l'intérieur.
À l'intérieur (Badlaa) est le 10e épisode de la saison 8 de la série télévisée X-Files. Dans cet épisode, Scully et Doggett tentent d'arrêter un mendiant indien qui cherche à se venger.
John Shiban s'est inspiré de pouvoirs prétendus de fakirs pour écrire le scénario. Chris Carter lui a donné l'idée controversée de la façon dont le mendiant s'introduisait dans le corps de ses victimes. L'épisode a recueilli des critiques plutôt défavorables.

## Résumé
À l'aéroport international Chhatrapati-Shivaji de Bombay, Hugh Potocki, un homme d'affaires américain, donne dédaigneusement quelques pièces à un mendiant indien sur un chariot à roulettes. Un peu plus tard, il est violemment tiré hors des toilettes par ce même mendiant. À son arrivée dans un hôtel de Washington, Potocki se met à saigner de tous ses orifices. Scully et Doggett enquêtent sur cette mort étrange, le seul indice étant des petites empreintes de doigts ensanglantées. L'autopsie détermine que l'heure du décès remonte à plus d'un jour, alors que Potocki était encore en Inde. Scully, qui cherche à adopter le mode de raisonnement de Mulder, note une importante perte de poids chez le cadavre et émet l'hypothèse que quelque chose de vivant ait pu sortir du corps de sa propre initiative.
Pendant ce temps, le mendiant a désormais pris l'apparence du nouveau concierge d'une école de la banlieue de Washington. Il s'introduit dans la chambre de Quinton, un élève de l'école, et tue son père. Quinton affirme avoir vu un homme sans jambes, et des empreintes de doigts similaires à celles de l'hôtel sont relevées. Remarquant le ventre très gonflé de la victime, Scully l'ouvre et voit une main sortir de l'incision. Elle part chercher son arme mais, quand elle revient, elle ne trouve que des traces sanglantes. Scully et Doggett consultent Chuck Burks, qui leur confirme que les pouvoirs d'altération du meurtrier pourraient correspondre à ceux d'un sâdhu, saint homme de la caste des mendiants. Doggett reste incrédule mais Scully découvre ensuite qu'un nuage toxique provenant d'une usine américaine a fait il y a quelques mois 118 victimes, dont le fils d'un sâdhu, près de Bombay.
À l'école, Trevor, un autre élève, voit le concierge prendre pendant un instant l'aspect du mendiant. Il dit à Quinton qu'il croit savoir qui a tué son père. Plus tard, la mère de Trevor voit son fils en train de se noyer dans leur piscine. Elle plonge pour le sauver mais il prend alors l'apparence du mendiant et la tue. Trevor et Quinton suivent le concierge à l'école mais celui-ci les repère et accule Quinton dans une pièce. Scully arrive sur ces entrefaites et le mendiant prend l'apparence de Trevor. Devant les avertissements de Quinton et le refus d'obtempérer de « Trevor », elle lui tire dessus et il reprend alors sa véritable apparence. Scully est cependant très secouée et estime qu'elle ne pourra jamais être aussi ouverte d'esprit que Mulder. Deux semaines plus tard, le mendiant réapparaît à l'aéroport de Bombay.

## Distribution
- Gillian Anderson : Dana Scully
- Robert Patrick : John Doggett
- Michael Welch : Trevor
- Jordan Blake Warkol : Quinton
- Deep Roy : le mendiant
- Bill Dow : Chuck Burks
- Andy Hubbell : le père de Quinton
- Jane Daly : Madame Holt

## Production
John Shiban écrit le scénario de l'épisode en s'inspirant d'histoires sur les fakirs et leurs pouvoirs, ainsi que d'une pensée lui étant venue à l'aéroport à propos d'un mendiant qui serait un « méchant ». Dans les premières versions du script, les pouvoirs du mendiant étaient différents : il pouvait rétrécir et s'introduisait dans l'oreille de ses victimes. Chris Carter lui soumet plus tard l'idée que le mendiant se cache dans leurs estomacs en s'introduisant par l'anus. Le titre original de l'épisode, Badlaa, signifie « vengeance » en ourdou.
Deep Roy obtient le rôle du mendiant indien, et un chariot équipé d'un double fond est fabriqué pour masquer ses jambes. La technique de l'incrustation est utilisée pour les scènes où il se déplace dans son chariot. Les scènes censées se dérouler à l'aéroport de Bombay sont filmées à celui de Long Beach, qui est choisi pour l'aspect « suranné » d'un de ses terminaux.
John Shiban se déclare par la suite assez fier du fait que plusieurs personnes lui aient dit que c'était l'épisode de la série le plus dégoûtant qu'ils aient vus. Le producteur Paul Rabwin estime pour sa part que l'épisode est « étrange et effrayant » mais que l'idée du mendiant s'introduisant dans le ventre de ses victimes par l'anus était vraiment trop répugnante à son goût et qu'il aurait souhaité un mode opératoire différent. Dans le milieu des fans de la série, le mendiant indien s'est vu attribuer le sobriquet de « génie des fesses ».

## Accueil

### Audiences
Lors de sa première diffusion aux États-Unis, l'épisode réalise un score de 7,3 sur l'échelle de Nielsen, avec 10 % de parts de marché, et est regardé par 11,9 millions de téléspectateurs. La promotion télévisée de l'épisode est réalisée avec le slogan « Imagine a man who can squeeze into a shoebox... a suitcase... or a victim » (en français « Imaginez un homme qui peut entrer dans une boîte à chaussures... une valise... ou une victime »).

### Accueil critique
L'épisode obtient des critiques globalement plutôt défavorables. Parmi les critiques favorables, le site What Culture le classe à la 8e place des épisodes les plus effrayants de la série.
Du côté des critiques mitigées, Todd VanDerWerff, du site The A.V. Club, lui donne la note de C+. John Keegan, du site Critical Myth, lui donne la note de 5/10. Le site Le Monde des Avengers lui donne la note de 2/4.
Parmi les critiques négatives, Paula Vitaris, de Cinefantastique, lui donne la note de 1/4. Dans leur livre sur la série, Robert Shearman et Lars Pearson lui donnent la note de 2/5. Dans son livre, Tom Kessenich estime que l'intrigue est ridicule et le compte parmi les plus mauvais épisodes de la série.
Malgré ces critiques, le personnage du mendiant est régulièrement cité parmi les « monstres de la semaine » les plus marquants de la série. Louis Peitzman, du site Buzzfeed, le classe à la 9e place des monstres les plus effrayants de la série. Katie King, du webzine Paste, le classe à la 12e place des meilleurs monstres de la série. Pour le magazine TV Guide, il compte parmi les monstres les plus effrayants de la série.